# Росси, Франко
Франко Росси (фр. Franco Rossi; 28 апреля 1919, Флоренция — 5 июня 2000, Рим) — итальянский режиссёр и сценарист, продюсер.

## Биография
Росси родился во Флоренции. Сначала изучал право, затем начал работать в театре. Был помощником режиссеров Марио Камерини, Луиса Тренкера, Ренато Кастеллани, Альдо Вергано. Дебютировал как режиссер в фильме «Фальшивомонетчики» 1950 года. Его первым киноуспехом был «Соблазнитель» 1954 года, где главную роль сыграл Альберто Сорди. Другими его известными фильмами стали: «Друзья на всю жизнь» (1955), «Обнаженная одиссея» (1961), «Три ночи любви» (1964), «Куколки» (1965), и «Подставь другую щеку» (1974).
Работал на итальянском телевидении, где снял в 1968 году сериал «Одиссея». Его самой известной работой на телевидении стал сериал «Quo Vadis?» 1985 года.